# Miền bí ẩn
Miền bí ẩn – Vượt qua khoảng cách về thời gian Harukanaru Toki no Naka de - Hachiyou Shou (遙かなる時空の中で ～八葉抄～) là một series anime của Neoromance dựa trên video game phiêu lưu mạo hiểm kết hợp yếu tố lãng mạn áp dụng cho máy PlayStation 2 được phát triển bởi công ty Ruby Party và phát hành bởi công ty Koei. Series này bao gồm những nhân vật trong nguyên bản trò chơi Harukanaru Toki no Naka de, trong khi đó phiên bản trên Playstation 2 là một bản làm lại. Mặc dù tên gốc là Vượt qua khoảng cách về thời gian nhưng tại Việt Nam truyện được xuất bản dưới tên Miền bí ẩn.

## Lịch sử phát hành (Manga và Anime)
Hiện nay, 17 tập của bộ truyện Miền bí ẩn đã được phát hành tại Nhật. Bộ truyện tranh này được phát hành dưới cái tên đơn giản là Harukanaru Toki no Naka De trong khi bộ phim hoạt hình được phát hành với tên Harukanaru Toki no Naka De ~Hachiyou Shou~ (Hachiyou (八葉 Eight Leaves): Bát Diệp) Phần âm nhạc và cả vở kịch sân khấu dàn dựng lại từ bộ truyện cũng được phân loại tùy theo tạo hình nhân vật và cốt truyện trong game hay trong manga/anime.
Bộ truyện Miền bí ẩn đang được dịch sang tiếng Anh và in trong tạp chí Shoujo Beat của VIZ media. Hiện 2 tập đầu của bộ tuyện bằng tiếng Anh đã được phát hành ở Bắc Mỹ. Cả anime và manga này đều có tên tiếng Anh là Haruka: Beyond the Stream Of Time: A Tale of the Eight Guardians.
Series hoạt hình tại Nhật kết thúc ở tập 26. Ở phiên bản DVD chính thức còn có thêm những đoạn kết omake khác nhau tùy theo thị hiếu của khán giả khác nhau. Đó là do trong phiên bản trò chơi, người chơi có quyền chọn một nhân vật nam trong Bát Diệp là người nhân vật nữ chính thích nhất.

## Bối cảnh lịch sử
Không có thời điểm chính xác khi Akane bị đưa về Kinh thành Heian nhưng có vẻ như nó là vào đầu thời Heian tại Nhật. Đó là thời hưng thịnh của các gia tộc lớn Tachibana, Fujiwara và Minamoto. Mặc dù nhà Fujiwara và Minamoto vẫn tiếp tục nắm thế lực cho đến thời Chiến tranh Genpei, nhà Tachibana suy tàn dần suốt thế kỷ thứ 9 và thứ 10. Do đó có lẽ Miền bí ẩn 1 xảy ra vào thời gian này. Nó hoàn toàn trùng khớp với Miền bí ẩn 2 Harukanaru Toki no Naka De 2 xảy ra vào một thế kỷ sau đó, với nhà Fujiwara và Minamoto, cũng như nhà Taira. Phần ba của trò chơi, Harukanaru Toki no Naka De 3 xảy ra trong thời chiến tranh Genpei, kết thúc năm 1185. Nếu các phần của Miền bí ẩn cách nhau đều đặn một thế kỷ thì Miền bí ẩn 1 lấy bối cảnh nửa sau thế kỷ thứ 9.

## Cốt truyện
Motomiya Akane là một nữ sinh trung học bình thường sống tại Kyoto. Trong một lần đến trường, Akane nghe thấy có giọng nói gọi mình từ dưới một cái giếng trong khu di tích bỏ hoang. Đó là tiếng gọi của Quỷ Vương Akuram, sau đó Akane phát hiện ra mình đã bị triệu hồi đến một thế giới khác rất giống kinh thành Kyoto thời Heian. (khoảng 800-1200 sau Công nguyên). Tại đây cô được tôn là Long Thần Tử Ryuujin no Miko (龍神の神子 Priestess of the Dragon God) (hoặc Pháp sư Long thần), một nhân vật trong truyền thuyết được thừa hưởng sức mạnh của Tứ linh thần. Akane phải bảo vệ thế giới này, gọi là Kinh thành Kyou (京) khỏi sự xâm chiếm của bộ tộc Quỷ Oni Clan (鬼の一族) rồi mới được quay về nhà. May mắn thay, hai người bạn thân cùng trường của Akane là Tenma và Shimon cũng cuốn về Kinh thành Heian theo cô luôn sẵn sàng giúp đỡ cô. Bên cạnh họ còn có sáu người dân bản xứ khác ở Kinh thành tập hợp thành một đội có tên là Bát Diệp Hachiyou (八葉 Eight Leaves) một đội gồm những người đàn ông đã được lựa để trở thành hộ vệ của Long Thần Tử.

## Tuyến nhân vật

### Nhân vật chính
Akane Motomiya (元宮あかね Motomiya Akane)
Lồng tiếng bởi: Tomoko Kawakami
Là một nữ sinh trung học điển hình, Akane bị đưa đến thời Heian và trở thành Long Thần Tử Ryuujin no Miko. Sức mạnh của Long thần trong người Akane giúp cô thanh tẩy những thứ ô uế bằng cách chạm vào chúng nhưng nó cũng có thể gây ra những chấn động khiến mặt đất bị nứt, cây cối nhà cửa đổ. Khi chưa kiểm soát được sức mạnh của mình, Akane rất e ngại phải sử dụng nó. Tuy nhiên, cô luôn biết mình phải làm điều gì là đúng.
Akane là một người rất tử tế, tế nhị và biết thông cảm cho người khác. Ngoài ra cô còn là một người có chính kiến riêng của mình, không dễ gì bị người khác lay chuyển.

### Bát Diệp
Minamoto no Yorihisa (源頼久)
Lồng tiếng bởi: Shinichirou Miki
Ban đầu là một trong các hộ vệ của Công nương Fuji, sau đó trở thành vệ sĩ riêng cho Akane. Yorihisa là Thiên Thanh Long Seiryū of Heaven (天の青龍) trong Bát Diệp. Anh ta thuộc típ người mạnh mẽ nhưng ít nói, luôn luôn tuân theo mệnh lệnh của chủ nhân.
Tenma Morimura (森村天真 Morimura Tenma)
Lồng tiếng bởi: Tomokazu Seki
Tuy hơi cộc tính nhưng Tenma là bạn thân nhất của Akane ở trường. Tenma là Địa Thanh Long Seiryū of Earth (地の青龍) trong Bát Diệp. Cậu rất quan tâm đến Akane. Theo mạch phát triển của câu chuyện, Tenma đã tỏ tình với Akane nhưng chưa được đáp lại. Em gái Tenma là Ran bị mất tích trong một trường hợp bí ẩn.
Inori (イノリ)
Lồng tiếng bởi: Naozumi Takahashi
Là một kẻ nóng tính với mục đích duy nhất trong đời là tiêu diệt sạch lũ Quỷ đã hại mình và chị mình, Inori là Thiên Chu Tước Suzaku of Heaven (天の朱雀) trong Bát Diệp.
Shimon Nagareyama (流山詩紋 Nagareyama Shimon)
Lồng tiếng bởi: Kouki Miyata
Shimon là một người thông minh, đáng yêu và là người bạn trung thành của Akane ở trường. Cũng như Tenma, Shimon bị cuốn theo Akane đến thời đại Heian. Vì là con lai nên Shimon có mái tóc vàng và mắt xanh, ở Kinh thành Heian cậu bị gọi là Quỷ vì giống người bộ tộc Quỷ. Shimon là Địa Chu Tước Suzaku of Earth (地の朱雀) trong Bát Diệp.
Fujiwara no Takamichi (藤原鷹通)
Lồng tiếng bởi: Shigeru Nakahara
Takamichi làm việc trong viện lưu trữ ở Hoàng cung. Anh là người chăm chỉ, ham học hỏi và rất hào hiệp với phái nữ. Anh là Thiên Bạch Hổ Byakko of Heaven (天の白虎) trong Bát Diệp.
Tachibana no Tomomasa (橘友雅)
Lồng tiếng bởi: Kazuhiko Inoue
Tomomasa là một vị tướng ở Kinh thành, rất được Thiên hoàng trọng dụng. Anh nổi tiếng vì tài tán tỉnh phụ nữ nhưng lại không có mối quan hệ nghiêm túc với riêng người nào. Ngoài ra anh còn có năng khiếu về âm nhạc. Tomomasa là Địa Bạch Hổ Byakko of Earth (地の白虎) trong Bát Diệp.
Eisen (永泉)
Lồng tiếng bởi: Soichiro Hoshi
Eisen là em trai Thiên hoàng đương triều. Dù có đủ khả năng để tranh giành ngai vàng nhưng Eisen từ bỏ vị trí vương gia của mình để làm một người tu hành. Anh là người sâu sắc, tử tế và rụt rè. Eisen được biết đến như một nghệ sĩ âm nhạc xuất sắc, nhạc cụ chủ yếu anh hay dùng là sáo. Eisen là Thiên Huyền Vũ Genbu of Heaven (天の玄武) trong Bát Diệp.
Abe no Yasuaki (安倍泰明)
Lồng tiếng bởi: Akira Ishida
Tuy bề ngoài lạnh lùng nhưng thực chất Yasuaki là người rất có lòng nhiệt huyết. Anh được tạo ra từ âm và dương bởi pháp sư nổi tiếng của Nhật Bản Abe no Seimei và cũng là đệ tử xuất sắc của ông. Yasuaki là Địa Huyền Vũ Genbu of Earth (地の玄武) trong Bát Diệp.

### Bộ tộc Quỷ
Bộ tộc Quỷ vốn là những người châu Âu vượt biển đến Nhật Bản sinh sống. Do bề ngoài khác người, họ bị người Nhật cho là Quỷ và liên tiếp bị tấn công. Qua các cuộc đấu tranh với người Nhật hàng trăm năm, mối thù của bộ tộc Quỷ càng sâu nặng và họ quyết tâm trả thù.
Akuram (アクラム)
Lồng tiếng bởi: Ryoutarou Okiayu
Akuram là người đứng đầu bộ tộc Quỷ, người đã triệu hồi Akane về thời Heian để lợi dụng sức mạnh Long Thần trong việc xâm chiếm Kinh thành. Akuram là Quỷ Vương mạnh nhất trong lịch sử tộc Quỷ, người có thể sử dụng chiếc mặt nạ ma thuật của bộ tộc nhuần nhuyễn nhất. Do được truyền lại chiếc mặt nạ ma thuật mà Akuram được tôn lên làm Quỷ Vương từ khi còn là một cậu bé. Akuram là một thành viên tộc Quỷ điển hình: tóc vàng, mắt xanh, da trắng, đẹp và có phong thái rất thu hút. Thậm chí ở tập đầu tiên của câu chuyện nhân vật nữ chính Akane đã thích Akuram dù anh ta luôn mở miệng ra là nói lời lẽ cay nghiệt.
Động cơ của Akuram không rõ ràng lắm. Đôi khi anh ta chỉ đơn giản muốn thâu tóm toàn bộ Kinh thành. Tuy nhiên có lần Akuram nói rằng anh ta muốn trả thù cho tổ tiên mình. Mối quan tâm của Akuram đối với Akane có vẻ chỉ là để lợi dụng sức mạnh Long thần. Tuy nhiên anh ta hay nhắc đến Akane như Long Thần Tử 'của anh ta' và nổi giận nếu thuộc hạ của mình làm hại Akane khi chưa được cho phép.
Ikutidaru (イクティダール)
Lồng tiếng bởi: Koji Ishii
Ikutidaru là cánh tay phải đắc lực của Akuram. Anh là người có lương tâm nhất trong tộc Quỷ và thường bị dằn vặt giữa trách nhiệm với bộ tộc hay tình yêu dành cho Seri - chị gái của Bát Diệp Inori. Ikutidaru bị chột một mắt. Trong manga không giải thích chuyện này nhưng trong phiên bản anime, đó là sự trừng phạt của Akuram dành cho Ikutidaru vì một lần không tuân lệnh. Cho dù không luôn luôn đồng ý cách làm của Akuram nhưng Ikutidaru vẫn hoàn thành nghiêm túc nhiệm vụ được đặt ra. Ikutidaru thương Sefuru như một người cha thương con. Động cơ để anh rời bỏ Akuram là do Akuram đã đem Sefuru làm vật tế thần. Trong bộ truyện còn đang tiến hành, Ikutidaru đang làm việc cho Akane và Yorihisa để chống lại Akuram cũng như hóa giải lời nguyền Akuram dành cho các Bát Diệp.
Shirin (シリン)
Lồng tiếng bởi: Maria Kawamura
Shirin là hiện thân của một bông hồng có gai nhọn. Những đòn tấn công lẫn sự xuất hiện hay biến mất của cô đều có liên quan đến hoa hồng. Shirin có khả năng quyến rũ và thôi miên đàn ông chỉ vì một cái nhìn. Shirin yêu Akuram do đó cô luôn làm theo bất kỳ mệnh lệnh nào được đặt ra. Shirin ghen tị với Akane vì mối quan tâm mà Akuram dành cho Akane dù đó chỉ là sự ham muốn sức mạnh Long thần. Do đó có một lần Shirin đã lén Akuram đi ám sát Akane. Akuram không có vẻ gì quan tâm đến Shirin, bỏ rơi cô sau khi nhiệm vụ của Shirin thất bại. Tuy nhiên trong đoạn kết của anime, Shirin xin thế mạng cho Akane để được cùng Akuram sang thế giới bên kia.
Shirin có mối liên hệ vô hình với Bát Diệp Takamichi. Trong anime mối liên hệ này được làm rõ ràng hơn trong manga.
Sefuru (セフル)
Lồng tiếng bởi: Yuu Asakawa
Sefuru là con lai giữa một người trong tộc Quỷ với một người Kinh thành. Sefuru bị mẹ bỏ rơi từ nhỏ vì hình dáng Quỷ của mình. Lúc đó Akuram đã giang tay đón nhận Sefuru và dạy dỗ cậu, do đó dù chỉ mang nửa dòng máu nhưng Sefuru vẫn được người trong tộc Quỷ chấp nhận. Tuy nhiên, cậu vẫn luôn lo sợ sẽ bị bỏ rơi lần nữa nên hay làm những hành động liều lĩnh hi vọng sẽ khiến Akuram vừa lòng. Nhưng cuối cùng Sefuru vẫn chỉ nhận được thất bại và bị Akuram sử dụng như món vật tế thần. Ikitidaru đã cứu Sefuru và đưa cậu đến chỗ Seri – chị gái Bát Diệp Inori để cậu được chăm sóc.
Morimura Ran (森村蘭)
Lồng tiếng bởi: Hoko Kuwashima
Ran ở trong bộ tộc Quỷ nhưng thực chất cô là em gái Bát Diệp Tenma. Cũng như Akane, Ran bị triệu hồi đến Kinh thành bởi Akuram. Tuy nhiên, cô quá sợ hãi sức mạnh của Long Thần và không muốn trở thành Long Thần Tử. Trong cô đơn và tuyệt vọng, Ran đã bị Hắc Long Thần lợi dụng Kokuryuu (黒龍) và trở thành Long Thần Tử của Hắc Long đối chọi với Bạch Long của Akane. Ran tiếp tục đấu tranh với bản thân mình trong cả manga lẫn anime, rõ nhất là trong manga.
Để thể hiện mối liên hệ của cô với tộc Quỷ, tên của Ran trong anime được viết bằng Katakana 「ラン」. Tuy nhiên trong manga tên của cô được viết theo đúng nguyên bản Kanji.

## Các tập phim
26 tập phim đã được Bandai Visual mua bản quyền và sẽ được phát hành như một series 9 đĩa phát hành mỗi tháng 1 lần có tên HARUKA: Beyond the Stream of Time – A Tale of the Eight Guardians. Đĩa 1 phát hành vào ngày 22 tháng 4 năm 2008 và đĩa cuối vào 13 tháng 1 năm 2009.

## Những phiên bản anime khác

### Phiên bản O.V.A
Đã có phiên bản OVA được phát hành với những nhân vật của Miền bí ẩn nguyên bản. Nó bao gồm hai tập 'Ajisai Yumegatari' (紫陽花ゆめ語り) cũng như những phần làm lại cho Bát Diệp 'Ten' và 'Chi' theo thứ tự. 'Ajisai Yumegatari' đi theo phiên bản gốc của nó, từ lúc Akane bị gọi đến Kinh thành Heian và sự ảnh hưởng của cô tại đây. Phiên bản OVAs của 'Ten' 'Chi' đi theo thứ tự thời gian của series truyền hình are within the timeline of the animated Hachiyou series dù nó không có trong manga.

### Gekijouban: Maihitoyo
Là phiên bản Movie, Harukanaru Toki no Naka de - Maihitoyo (遙かなる時空の中で ～舞一夜～) bao gồm những nhân vật của Miền bí ẩn 1 và được phát hành vào năm 2007 ở Nhật.